# Дівка (притока Кучургана)
Дівка (також балка Дівка, Велика Дівка) — річка в Україні та Молдові в межах Роздільнянського району Одеської області, а також у Слободзейському районі Молдови. Права притока Кучургану (басейн Дністра).

## Опис
Довжина балки річки 47 км. Одна з найзначніших приток Кучургану.

## Розташування
Балка Дівка починається на північ від села Великокомарівка. Тричі перетинає україно-молдовський кордон та впадає в Кучурган на кордоні з боку Молдови між Новою і Старою Андріяшівкою. На березі річки, на південь від села Новосавицьке, розташований «Новосавицький психоневрологічний інтернат». Імовірно з назвою річки пов'язана назва села Дівоцьке, що знаходиться неподалік від неї.